# Stephen Kim Sou-hwan

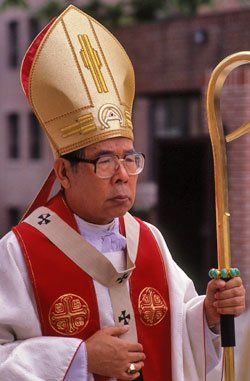
Erzbischof Stephen Kim Sou-hwan (1968)

Kardinalswappen von Stephen Kim Sou-hwan

Stephen Kardinal Kim Sou-hwan (* 8. Mai 1922 in Daegu, Korea; † 16. Februar 2009 in Seoul) war Erzbischof von Seoul.

## Leben
Stephen Kim Sou-hwan studierte in Daegu und Tokio die Fächer Philosophie und Katholische Theologie und empfing am 27. Oktober 1947 das Sakrament der Priesterweihe. Anschließend wurde er persönlicher Sekretär des Bischofs von Tae Gu und Gemeindeseelsorger. Darüber hinaus leitete er die Herausgabe der diözesanen Kirchenzeitung. Ende der fünfziger Jahre hat er einige Semester bei Joseph Höffner, dem späteren Kardinal von Köln, Christliche Sozialwissenschaften studiert. 
1966 ernannte ihn Papst Paul VI. zum Bischof von Masan. Die Bischofsweihe spendete ihm Erzbischof Antonio del Giudice, Apostolischer Nuntius in Korea, am 31. Mai 1966; Mitkonsekratoren waren John Baptist Sye Bong-Kil, Erzbischof von Daegu, und John A. Choi Jae-seon, Bischof von Pusan. 1968 erfolgte die Ernennung zum Erzbischof von Seoul.
Am 28. April des folgenden Jahres 1969 wurde Stephen Kim Sou-hwan von Papst Paul VI. als Kardinalpriester mit der Titelkirche San Felice da Cantalice a Centocelle in das Kardinalskollegium aufgenommen. Er war der erste Kardinal Südkoreas.
1986 wurde Kim zu einem wichtigen Unterstützer der südkoreanischen Demokratiebewegung. Die Kathedrale von Seoul war Treffpunkt der Demonstranten gegen die Regierung Chuns und bot Oppositionellen Asyl. Auch nach dem friedlichen Machtwechsel im Jahr 1988 setzte sich Kim weiterhin für die Wahrung der Menschenrechte in Südkorea ein.
1998 wurde seinem Rücktrittsgesuch vom Amt des Erzbischofs von Seoul durch Papst Johannes Paul II. stattgegeben. Nach dem Tod von Franz König im Jahr 2004 wurde Stephen Kim Sou-hwan dienstältester Kardinalpriester und damit dessen Nachfolger als Kardinalprotopriester.
Am Konklave 2005, in dem Papst Benedikt XVI. gewählt wurde, nahm er nicht teil, da er zu diesem Zeitpunkt das für die aktive Papstwahl zulässige Höchstalter von 80 Jahren bereits überschritten hatte.
Er war am Ende seines Lebens der dienstälteste Kardinal der römisch-katholischen Kirche.
An der Totenmesse am 20. Februar 2009 nahmen unter anderem der südkoreanische Premierminister Han Seung-soo und die Botschafter zahlreicher Staaten teil. Hauptzelebrant in der Kathedrale von Seoul war auf Wunsch des Vatikans Nicholas Kardinal Cheong Jin-suk.

## Seligsprechung
Das Seligsprechungsverfahren für Kardinal Kim wurde durch das Dikasterium eröffnet und er darf bereits als „Diener Gottes“ bezeichnet und verehrt werden.